# Hukanmaanjärvet (Junosuando socken, Norrbotten, 751669-179013)
Hukanmaanjärvet är en sjö i Pajala kommun i Norrbotten och ingår i Torneälvens huvudavrinningsområde.